# Chicken 225
Chicken 225 är ett reservat i Kanada.   Det ligger i provinsen Saskatchewan, i den centrala delen av landet, 2 500 km nordväst om huvudstaden Ottawa.
Runt Chicken 225 är det mycket glesbefolkat, med 7 invånare per kvadratkilometer.